# Bufo gutturalis
Bufo gutturalis är en padda från södra Afrika som tillhör släktet Bufo och familjen äkta paddor.

## Utseende
Paddan är kraftigt byggd med grova extremiteter och sparsamt med simhud. Ovansidan är vårtig och vanligtvis brun, även om andra färger förekommer, och med pariga markeringar i mörkare färg. Ofta har den också en ljus strimma längs ryggen. Huvudet har två stora parotidkörtlar bakom ögonen, och ett ljust kors på toppen. Baksidan av benen kan ha en rödaktig anstrykning. Buken är vit, och inte så vårtig som ovansidan utan mera grynig. Hanens opariga strupsäck är ljus. Den maximala längden är mellan 10 och 12 cm. 

## Utbredning
Bufo gutturalis finns i södra Afrika från sydligaste Somalia, södra Kenya, eventuellt i Uganda, vidare i Tanzania, södra Kongo-Kinshasa, Angola, norra Namibia och östra samt centrala delen av norra Sydafrika. Förekomsterna i Kenya, Uganda och Tanzania är osäkra på grund av förväxlingsrisk med den närstående arten Bufo regularis. Den är införd till Réunion och Mauritius.

## Vanor
Arten är mycket anpassningsbar och lever i många olika habitat, som savann, odlad mark, på öppna grässlätter och i bushen. Den är inte speciellt bunden till vatten och kan uppträda på vägar, i trädgårdar och i närheten av bebyggelse. Den kan gå upp till 1 900 m i bergen.
Hanens läte är ett djupt kväkande.
Leken sker i framför allt klara, permanenta vattensamlingar, inte minst trädgårdsdammar, där honan lägger sina ägg i form av ett dubbelt band bland undervattensväxter.

## Status
Bufo gutturalis är klassificerad som livskraftig ("LC") av IUCN, och populationen ökar. Inga hot har registrerats.